# Summer Lee

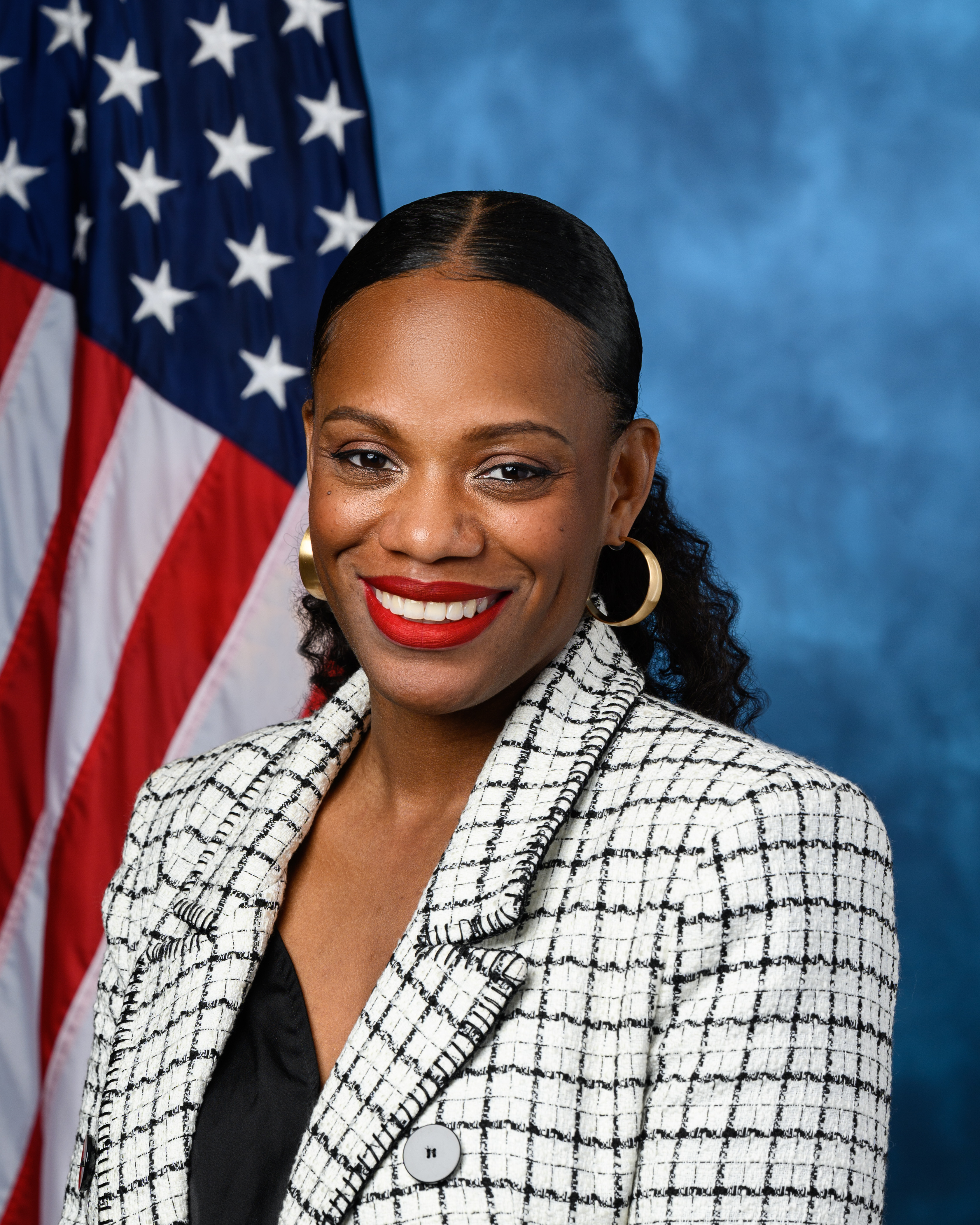
Summer Lee (2023)

Summer Lynn Lee (* 26. November 1987 in North Braddock, Pennsylvania) ist eine US-amerikanische Politikerin der Demokratischen Partei. Seit 3. Januar 2023 vertritt sie den 12. Kongresswahlbezirk Pennsylvanias im Repräsentantenhaus der Vereinigten Staaten.

## Leben und Werdegang
Nach ihrem High-School-Abschluss erwarb Lee von 2005 bis 2009 einen Bachelor of Arts an der Pennsylvania State University. 2015 absolvierte sie die Law School der Howard University. Im Vorfeld ihrer politischen Karriere organisierte sie Kampagnen zur Anhebung des Mindestlohns und zur Wählermobilisierung.
Lee lebt in Swissvale.

## Politische Karriere

### Repräsentantenhaus von Pennsylvania (2018–2022)
2017 verhalf Lee einer nicht auf dem Wahlzettel befindlichen Kandidatin zur Wahl in den lokalen Schulausschuss, indem sie ausreichend Wähler davon überzeugte, den Namen der Kandidatin manuell auf dem Stimmzettel einzutragen (Write-In). Daraufhin ermutigte sie der Pittsburgher Ortsverbandsvorsitzende der Demokratischen Sozialisten Amerikas, den lokalen Abgeordneten der Demokratischen Partei im Staatsparlament von Pennsylvania Paul Costa in der parteiinternen Vorwahl 2018 herauszufordern. Lee konnte die Wahl mit 67 % der Stimmen gewinnen. Bei der Hauptwahl im November des gleichen Jahres hatte sie keinen Gegenkandidaten und zog somit ins Repräsentantenhaus von Pennsylvania ein. Bei den Wahlen 2022 wurde sie für eine weitere Amtszeit wiedergewählt, trat dieses Mandat aufgrund ihrer zeitgleich erfolgten Wahl in den US-Kongress jedoch nicht an und schied am 7. Dezember 2022 aus dem Staatsparlament aus.

### US-Repräsentantenhaus (seit 2023)

#### Wahl
Nachdem Amtsinhaber Michael F. Doyle auf eine Wiederwahl verzichtet hatte, kündigte Lee an, bei den Wahlen 2022 für seine Nachfolge im 18. Kongresswahlbezirk für das US-Repräsentantenhaus zu kandidieren. Im Zuge der Volkszählung 2020 verlor Pennsylvania jedoch einen Sitz im US-Parlament, weswegen ein Neuzuschnitt der Wahlkreise notwendig wurde. Große Teile des ehemaligen 18. Distrikts gingen im 12. Kongresswahlbezirk auf, sodass Lee sich dazu entschied in diesem Wahlkreis zu kandidieren. In der Demokratischen Vorwahl konnte sie sich knapp gegen Steve Irwin durchsetzen. Bei der Hauptwahl im November schlug sie ihren Republikanischen Kontrahenten Michael Doyle mit 55,7 zu 44,3 % der Stimmen. Sie ist damit die erste afroamerikanische Frau, die Pennsylvania im US-Repräsentantenhaus vertritt. Ihr Wahlkreis liegt im Südwesten Pennsylvanias und umfasst die Stadt Pittsburgh sowie deren östliche Vororte. Die Demokraten gelten hier als tendenziell favorisiert. Lees Amtszeit im Repräsentantenhaus des 118. Kongresses begann am 3. Januar 2023.
In der folgenden Vorwahl zur Kongresswahl 2024 setzte sich die der linken Squad zugerechnete Lee gegen die moderate Bhavini Patel durch. Bei der Hauptwahl zum 119. Kongress am 5. November 2024 wurde Summer Lee im 12. Kongresswahldestrikt mit 56,4 % gegen den Republikaner James Hayes wiedergewählt. Ihre zweite und aktuelle Legislaturperiode im Repräsentantenhaus des 119. Kongresses dauert bis zum 3. Januar 2027.

#### Amtszeit
Lee gilt als Vertreterin des links-progressiven Flügels der Demokraten und wird der Squad zugerechnet, einem informellen Zusammenschluss Demokratischer Abgeordneter, um die progressiven Galionsfiguren Alexandria Ocasio-Cortez, Ilhan Omar und weiteren.
Im 118. Kongress sitzt Lee in folgenden Ausschüssen und Unterausschüssen (in kursiv):
- United States House Committee on Oversight and Accountability (Ausschuss für Aufsicht und Rechenschaft)
  - Gesundheitswesen und Finanzdienstleistungen(Vice Ranking Member)
- United States House Committee on Science, Space, and Technology (Wissenschafts-, Raumfahrt- und Technologieausschuss)
  - Energie